# راتشيل برايس
راتشيل برايس (بالإنجليزية: Rachael Price)‏ هي عازفة الجاز أمريكية، ولدت في 30 أغسطس 1985 في أستراليا.

## وصلات خارجية
- راتشيل برايس على موقع IMDb (الإنجليزية)
- راتشيل برايس على موقع ميوزك برينز (الإنجليزية)